# Jarcevo
Jarcevo (in russo Я́рцево?; traslitterata anche come Jartsevo o Yartsevo) è una cittadina della Russia europea, situata nell'oblast' di Smolensk a circa 60 km di distanza in direzione nordest dal capoluogo, sul fiume Vop'. È il centro amministrativo del distretto omonimo.
La prima menzione di Jarcevo è il 2 agosto 1610. Era il Periodo dei torbidi. Dopo il rovesciamento di Basilio IV di Moscovia, non c'era zar russo. Nel 1610, il re polacco Sigismondo III concesse al Nobile di Smolensk Timoteo Shusherin il villaggio di Jarcevo. Questa lettera è la prima menzione scritta di Jarcevo.
Secondo la decisione del Consiglio distrettuale dei deputati di Jarcevo del 30 settembre 2009 n. 101, adottata sulla base dei materiali dell'archivio di Stato della Regione di Smolensk e dell'archivio di Stato degli atti antichi (Mosca), il 2 agosto 1610 è considerata la data della prima menzione scritta di Jarcevo come insediamento da cui dovrebbe essere registrata la storia della città di Jarcevo.
Jarcevo si trova lungo l'autostrada che congiunge Mosca con Minsk, oltre ad essere una stazione sulla linea ferroviaria da Vjaz'ma a Smolensk.